# Zinkfosfaat
Zinkfosfaat is een anorganische verbinding van zink en fosfaat die standaard als tetrahydraat op de markt wordt gebracht: {\displaystyle {\ce {Zn3(PO4)2.4H2O}}}.
De stof is in gebruik als corrosiewerende coating op metaaloppervlakken zowel in de vorm van electroplating of in de vorm van menie als vervanging van het giftige loodmenie. 